# Harlan Estate
Harlan Estate, транскрипция «харлан эстейт» (в переводе с англ. — «усадьба харлан») — винодельческое хозяйство, расположенное в долине Напа, штат Калифорния. Основано Уильямом Харланом в 1984 году.

## Хозяйство
Площадь посевов хозяйства занимает 97 гектар. На них произрастает несколько сортов винограда: 70 % засажено каберне-совиньон, 20 % мерло, 8 % каберне фран и 2 % пти вердо. Посевы расположены на холмах на высоте до 350 метров над уровнем моря. Кроме винодельни комплекс имеет собственный резорт.
Хозяйство производит около 1500 ящиков вина в год. Его продукция продается в сорока странах мира и сорока пяти штатах США. Половина произведенной продукции распределяется в рестораны, остальная по подписке среди частных клиентов. Цены для покупателей из списка колеблются от 85 долларов за «второе» вино до 175 за первое. Цена напитка на аукционах начинается от четырехсот и, как правило, поднимается значительно выше. Например, в 2014 году «вертикальная коллекция» (подобным термином любители вина называют последовательную, распределенную по годам коллекцию) из десяти полуторалитровых бутылок магнум была продана на аукционе за семьсот тысяч долларов. Иногда происходит ситуация, когда потребность вина сильно превышает предложение хозяйства. Например, в 1997 году было удовлетворено лишь 20 % заявок.
Хозяйство производит два вина — Hаrlan Estate и «второе» вино Maiden (начиная с 1997 года). В течение всего срока производства «первой» линейки менялась ее рецептура — от вина из каберне-совиньон до классического бордосского купажа. Особенностью Hаrlan Estate является сочетание высокой плотности, граничащей с непрозрачностью, с достаточно тонким вкусом с «шелковистыми тонинами». Вино регулярно получает высокие оценки критиков. Например, Дженис Робинсон признала винтаж 1995 года одним из 10 лучших вин двадцатого века. Роберт Паркер обычно ставит высокие оценки напитку — например, в 1996 году он оценил винтаж в 98 баллов, в 99 в 1995 году и высшую оценку — сто баллов — дал в девяносто седьмом.

## Собственники и руководство
Основной владелец компании — Уильям Харлан. В детстве он коллекционировал марки — больше всего его привлекали экземпляры с изображениям гравюр. Позднее подобный стиль отрисовки лег в основу этикеток его вин. Поиски подходящего художника заняли много времени, и в итоге выбор пал на специалиста из Казначейства США, которому было 84 года. На создание первой этикетки ушло десять лет.
Уильям начал посещать долину Напа в пятидесятых годах, когда еще учился в университете. Он создал несколько успешных бизнесов до того, как основал винодельню. Главным его активом была компания Pacific Union. Уильям несколько раз приезжал в долину, чтобы найти подходящее место для посадки винограда. Также он посещал Европу, чтобы перенять опыт местных энологов. Из этих поездок он вынес, что величайшие вина производились из винограда, произрастающего на холмах. В 1985 он купил участок около виноградников Марта. Район был населен дикими кабанами и индюками. Для развития хозяйства был приглашен бордосский энолог Мишель Роллан. Перед появлением первого релиза было выпущено несколько винтажей, которые не пошли в продажу. Дебютным коммерческим был урожай девяностого года, который выдерживался в течение шести лет и в девяносто шестом поступил в продажу. Дизайнер этикетки не дожил три месяца до первого релиза. Кроме винодельческого хозяйства Hаrlan Estate Уильям владеет хозяйствами Bond and Promontory. Свой бизнес Уильям Харлан планирует передать совким детям — дочери и сыну.
Главный энолог хозяйства — Боб Леви. Он проработал с Уильямом Харланом 38 лет.
Директор предприятия: Дон Вивер.